# FN FAL
FAL (фр. Fusil Automatique Léger — лёгкая автоматическая винтовка) — огнестрельное оружие НАТО, производимое в Бельгии компанией Fabrique Nationale de Herstal. Одна из наиболее признанных и распространённых автоматических винтовок.
FAL первоначально разрабатывалась под промежуточный патрон 7,92×33 мм, использовавшийся немцами в течение Второй мировой войны, затем появились прототипы под английский патрон .280 British. Позже была переделана под патрон 7,62×51 мм НАТО, принятый в качестве единого патрона для стран НАТО.

## История
После Второй мировой войны повсеместно была признана значимость и эффективность личного автоматического оружия пехоты. Армии развитых стран активно перевооружались согласно последним техническим решениям. Пистолеты-пулемёты, использующие пистолетный патрон, уже не могли удовлетворить потребности армейских заказчиков. А автоматические винтовки хоть и обладали более мощным патроном, но имели ограниченный боекомплект (из-за большого веса и размера боеприпасов) и неудовлетворительную точность стрельбы при ведении огня очередями (из-за высокой отдачи). В конце Второй мировой войны в нацистской Германии был создан промежуточный патрон, по мощности и размерам превосходящий пистолетный, но уступающий винтовочному. Идея использования подобного класса боеприпасов при создании новых образцов оружия широко распространилась по всему миру.
Бельгия тоже не осталась в стороне от новейших на то время конструкторских решений, и в 1946 году в городе Эрстале, Бельгия, фирма FN Herstal приступила к разработке новой автоматической винтовки, впоследствии получившей имя FN FAL. Главными инженерами проекта являлись Дьёдонне Сэв и Эрнест Вервье. Параллельно с созданием винтовки под немецкий промежуточный патрон 7,92×33 мм велась разработка вариантов FAL под стандартные винтовочные боеприпасы.
В 1949-1951 гг. был разработан вариант под английский промежуточный патрон 7×43 мм (9 июля 1951 года официально представленный на оружейной выставке и предложенный на экспорт).
В 1950 году модификации под английский и немецкий патроны проходят тестирование в США. Американцы признают достоинства данной конструкции, но полностью отвергают идею использования промежуточного патрона, вместо которого предлагают патрон собственной разработки — Т65, в настоящее время известный как 7,62×51 мм НАТО. Возник конфликт интересов, существует мнение, что в результате возникло неофициальное соглашение, согласно которому европейские страны-члены НАТО должны были принять разработанный в Америке боеприпас, а США — принять на вооружение FN FAL. В результате соглашение (если оно имело место) со стороны США выполнено не было — в 1957 году вместо бельгийской разработки была принята на вооружение винтовка M14. Таким образом, вопрос о наличии или отсутствии подобного соглашения по сей день остается открытым.
В 1953 году винтовка была готова к серийному производству. Первой её приняла на вооружение Канада в 1955 году под обозначением С1. В 1957 году принимается на вооружение в Англии под обозначением L1 SLR. При принятии на вооружение винтовка была в соответствии со стандартами НАТО оснащена дульным тормозом, что позволило вести огонь стандартными винтовочными гранатами. Лицензия на производство была приобретена несколькими странами, наиболее крупными производителями являются Бельгия, Австрия (компания Steyr), Великобритания, Австралия, Бразилия.
Винтовка использовалась во Вьетнамской войне австралийцами и канадцами, была основным стрелковым оружием израильтян в Шестидневной войне 1967 года и Войне Судного дня 1973 года. FN FAL также использовались в Фолклендской войне (обеими сторонами), а также в многочисленных войнах на территории Африки, локальных боестолкновениях с незаконными вооружёнными формированиями на территории Южной Америки и Юго-Восточной Азии.
В 1976 году 11 стран НАТО подписали соглашение о проведении совместных испытаний и выборе второго стандартного патрона НАТО уменьшенного калибра для автоматических винтовок и ручных пулемётов. 28 октября 1980 года было принято решение о стандартизации странами НАТО бельгийского патрона 5,56х45 мм SS 109.
В дальнейшем, началось перевооружение стран на автоматы под 5,56-мм патрон.

## Техническое описание

### Механизм автоматики

Схема автоматики с отводом пороховых газов и коротким ходом газового поршня

В винтовке используется принцип отвода пороховых газов с коротким ходом газового поршня, аналогично винтовкам SAFN-49 и СВТ-40. Газовый поршень расположен над стволом, имеет собственную возвратную пружину. Газовая камора расположена непосредственно над стволом и оснащена регулятором, позволяющим подстроить отвод газов под существующие условия эксплуатации или полностью блокировать их отведение, что необходимо при стрельбе винтовочными гранатами. Это достигается путём регулировки размеров отверстия, через которое пороховые газы истекают в атмосферу. Запирание канала ствола осуществляется продольно скользящим затвором перекосом его в вертикальной плоскости, со смещением вниз, за специальный уступ в дне ствольной коробки. В задней части затворной рамы расположены специальные наклонные выступы, обеспечивающие подъём затвора при отпирании. Затвор установлен на массивной затворной раме. После выстрела затворная рама получает сильный толчок от газового поршня и в дальнейшем двигается по инерции, сжимая возвратную пружину.
В модификациях с фиксированным прикладом возвратная пружина расположена в прикладе, и взаимодействует с затворной рамой посредством специального длинного узкого хвостовика. В модификациях со складным прикладом пружина расположена в крышке ствольной коробки, и взаимодействует непосредственно с модифицированной для этой цели затворной рамой. Механизм возврата подвижных частей расположен в металлической трубке, состоит из двух пружин, имеющих разную навивку, и расположенных друг в друге соосно.
Рукоятка перезаряжания расположена с левой стороны ствольной коробки. Рукоятка односторонне связана с затворной группой, она предназначена только для отвода затвора назад. Вперёд затвор возвращается только под действием возвратных пружин, в случае недозакрытия затвора принудительно дослать его вперёд невозможно.
После опорожнения магазина затвор остается в открытом положении, удерживаемый выступом подавателя патронов, расположенного в магазине. Дослать затвор вперёд возможно при смене магазина на снаряжённый.

### Ударно-спусковой механизм
Ударно-спусковой механизм винтовок FN FAL зарекомендовал себя простым и надёжным, послужив образцом для подражания для более поздних конструкций. Он выполнен в виде отдельного блока, состоящего из пистолетной рукоятки, затыльника ствольной коробки и непосредственно ударно-спускового механизма. Блок шарнирно присоединён ко дну ствольной коробки позади приёмника магазина. Непосредственно сам ударно-спусковой механизм — курковый с отдельной боевой пружиной и вращающимся курком, в оригинальной комплектации позволяет вести одиночный и автоматический огонь. Для исключения выстрела при открытом затворе имеется автоспуск. Переводчик режимов огня, он же предохранитель, расположен на левой стороне ствольной коробки, непосредственно над пистолетной рукояткой.

### Питание
Боепитание осуществляется из коробчатых отъёмных магазинов ёмкостью 20 или 30 патронов. На толкателе, обеспечивающем подачу боеприпасов, имеется специальный выступ, удерживающий затвор в отведённом положении при опустошении магазина. Магазины на 30 патронов существуют двух видов, в оригинале магазин для ручного пулемёта на базе FN FAL прямой, во многих более поздних модификациях магазин слегка изогнутый (секторный), по внешнему виду напоминает магазин от автомата Калашникова.
Магазины от FN FAL, могут использоваться в L1A1, но не наоборот. Причина в том, что передний зацеп магазинов FN FAL вырубается штампом из тела самого магазина, и имеет меньшие размеры. У магазинов L1A1 передний зацеп выполнен отдельной деталью и имеет большие размеры. В соответствии с размерами зацепов, выполнены и пазы в шахте магазиноприёмника.

### Прицельные приспособления
Прицельные приспособления различных модификаций FN FAL могут существенно отличаться. Характерной особенностью, присущей подавляющему большинству модификаций, является наличие диоптрического целика и расположение мушки на передней части газоотводного устройства. В оригинальной модели прицел с диоптрическим целиком, рассчитан на дистанцию стрельбы от 200 до 600 м. Для повышения эффективности стрельбы в условиях плохой видимости мушка имеет подсветку в виде светящейся точки.

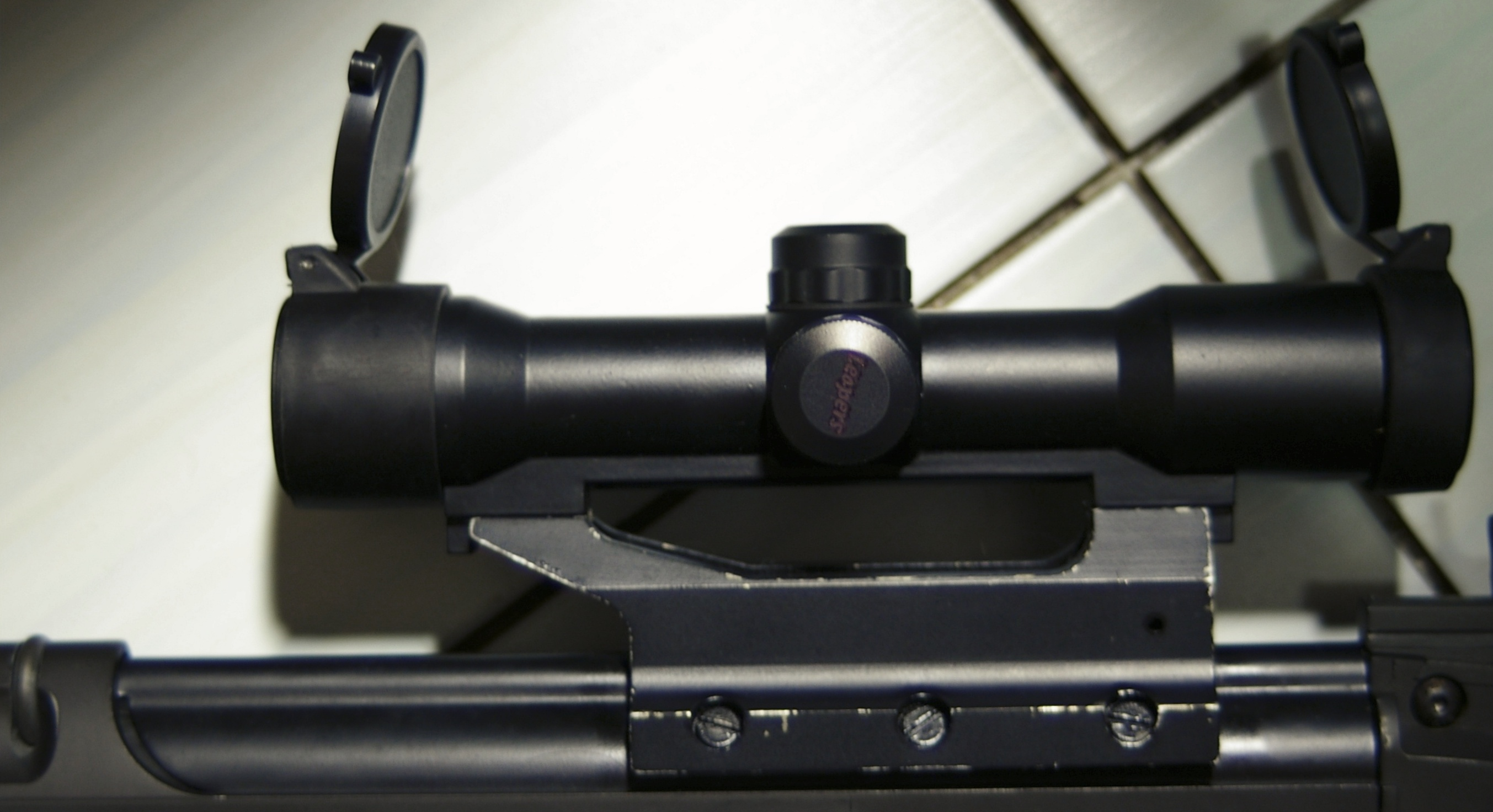
Кронштейн STANAG для FN FAL с установленым оптическим прицелом Leapers 4×32

Для установки оптических (дневных, ночных, тепловизионных, электронных) прицелов используется специальный кронштейн, с двухточечным креплением стандарта STANAG. Кронштейн выполнен вместе с крышкой ствольной коробки, и устанавливается заменой стандартной крышки на крышку с кронштейном.
Для вариантов винтовки со складным прикладом кронштейн на крышке развёрнут в обратную сторону.
Для установки прицелов других стандартов используются специальные переходники, в том числе и с планкой Пикатинни.
В настоящее время коммерческие фирмы производят фрезерованные из сплавов алюминия крышки ствольной коробки с планкой Вивера или планкой Пикатинни, что позволило упростить установку, и уменьшить высоту прицела.

### Корпус и компоновка
FN FAL состоит из следующих основных частей:
- ствол со ствольной коробкой и прицельными приспособлениями;
- затвор с затворной рамой;
- ударно-спусковой механизм;
- газоотводная трубка с газовым поршнем;
- рукоятки перезаряжания;
- система возвратных пружин;
- крышка ствольной коробки;
- приклад с пистолетной рукояткой управления огнём;
- магазин.

Ложа имеет отдельное цевьё и приклад, цевьё состоит из двух щёк, закрывающих газоотводную трубку в передней части. В данной модели оружия использована переламывающаяся схема, то есть ствольная коробка и ударно-спусковой механизм соединены шарниром. В зависимости от модели приклад бывает неотъёмным или складным. Для переноски оружия на классических моделях имеется ручка, расположенная над центром тяжести оружия. Во время стрельбы ручка откидывается в сторону. До 1964—1965 года детали фурнитуры изготавливались из дерева, затем они были заменены пластиком, что позволило удешевить и упростить производство. Более поздние модификации оснащались так же различным количеством планок Вивера или Пикатинни.

### Неполная разборка
Неполная разборка данной винтовки достаточно проста, и состоит из 4 основных этапов:
- В первую очередь отсоединяется магазин и проверяется наличие патрона в патроннике.
- Во-вторых, флажок замыкателя поворачивается против часовой стрелки, после чего приклад с ударно-спусковым механизмом откидывается вниз.
- В-третьих, извлекается затворная группа и возвратные пружины.
- Последним отсоединяется затвор от затворной рамы.

Неполная разборка FN FAL проводится без помощи инструментов и может быть выполнена бойцом в полевых условиях.

## Варианты и модификации

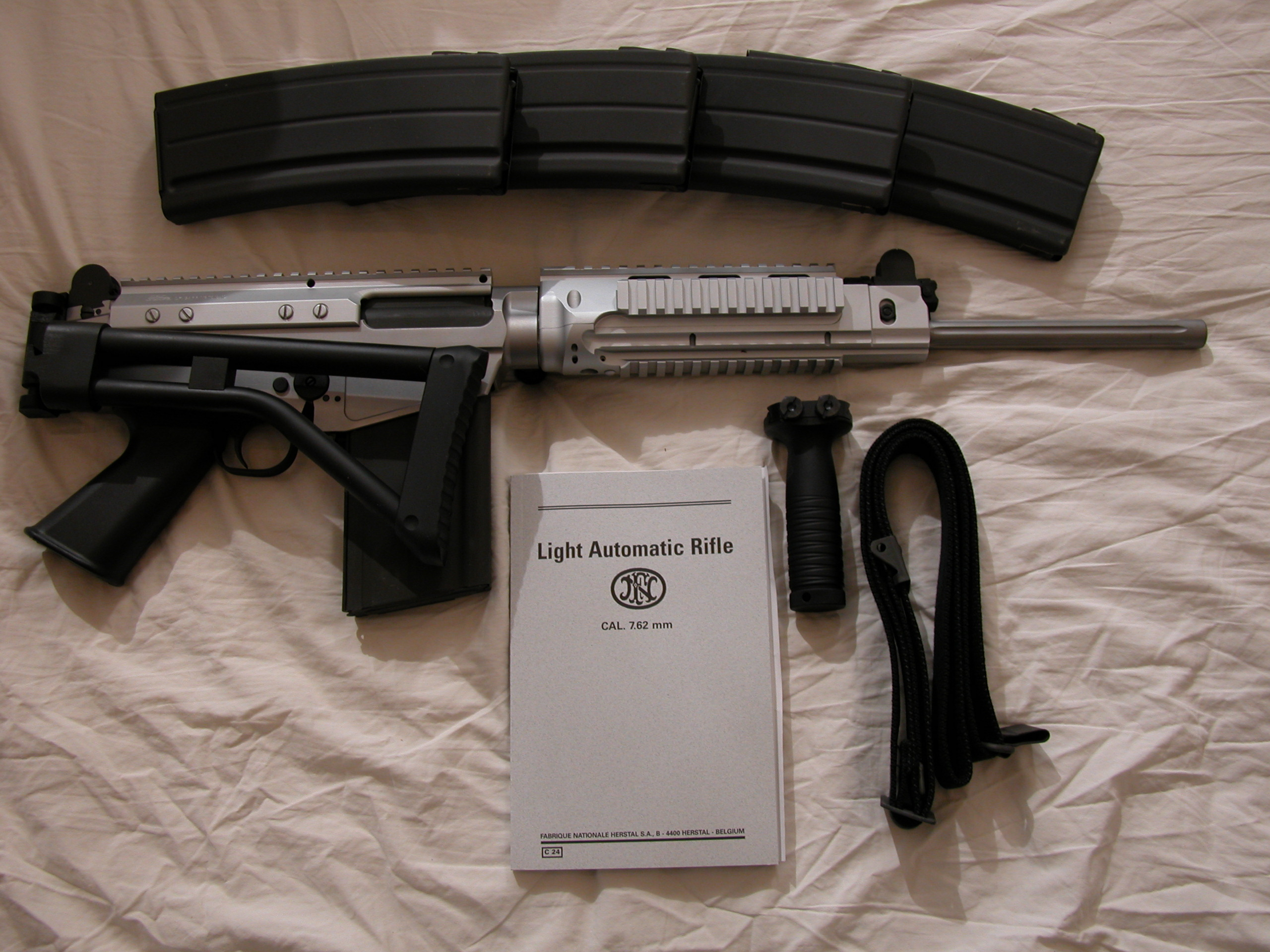
Imbel LAR - современная версия FN FAL бразильского производства для местных спецподразделений.

FN FAL получил широкое распространение по всему миру, в разных странах существует множество самых разных модификаций. Выделяют 4 основные модели оригинальной винтовки:
- FN FAL 50.00 — стандартная винтовка (нескладной приклад);
- FN FAL 50.64 — вариант со складным прикладом;
- FN FAL 50.63 (FN «Paratrooper») — вариант для воздушно-десантных войск (укороченный ствол и складной металлический приклад);
- FN FALO/FN FAL Hbar (FAL 50.41) — ручной пулемёт (удлинённый и утяжелённый ствол, складные сошки)Канадский вариант пулемёта на базе FN FAL;

Иностранные версии FN FAL:

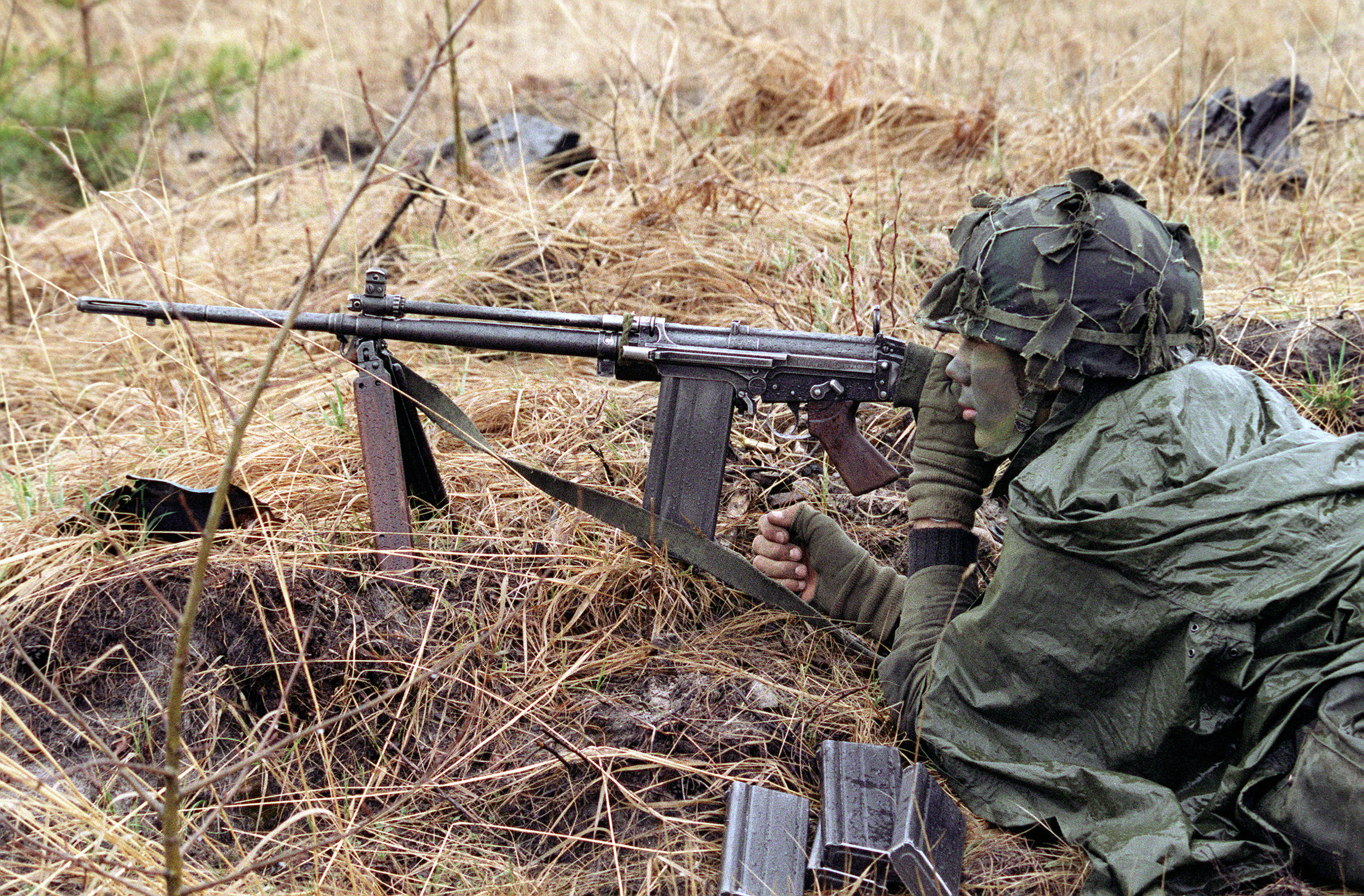
Канадский вариант пулемёта на базе FN FAL

Существует два основных «типа» FAL: так называемая «дюймовая» модель и  «метрическая» модель. Когда Великобритания приняла FAL в виде L1A1, размеры были преобразованы в британских единицах измерения. Для других стран за пределами Содружества наций, исходные метрические параметры остались стандартными. Большинство, но не все, детали взаимозаменяемы между дюймовыми и метрическими FAL. Например, британский L1A1 может использовать и дюймовые и метрические модели магазинов, но метрические FAL не могут использовать дюймовые модели.  В дополнение к разным размерам, британские модели и модели стран Содружества были только полуавтоматическими, без режима автоматического огня и имели ещё ряд конструкционных изменений.
- FN CAL — первый европейский автомат под патрон 5,56×45 мм, разработанный на основе FN FAL[18]
- Steyr Stg.58 — FN FAL 50.00 с несколько изменёнными цевьём и прикладом, выпускавшийся в Австрии;[7],
- L1A1 — самозарядная винтовка, выпускавшаяся в Англии[7],
- IMBEL LAR — FN FAL 50.00 с незначительными изменениями, выпускалась в Бразилии;
- С1 — канадская версия с немного изменённой конструкцией приклада и прицельных приспособлений;
- Winchester-Olin FAL — экспериментальная двуствольная автоматическая винтовка для армии США под 5,6-мм патрон со стреловидной пулей.

В Аргентине решение о малой модернизации FN FAL было принято в 2010 году, в середине 2014 года были утверждены технические требования и завод Fabrica Militar Frau Luis Beltran начал выпуск комплектов деталей для модернизации (на винтовку устанавливают более удобный приклад, новое цевье и прицельную планку Пикатинни на ствольной коробке). После завершения испытаний, с июля 2015 года первые модернизированные винтовки начали поступать на вооружение армейских спецподразделений.

## Применение

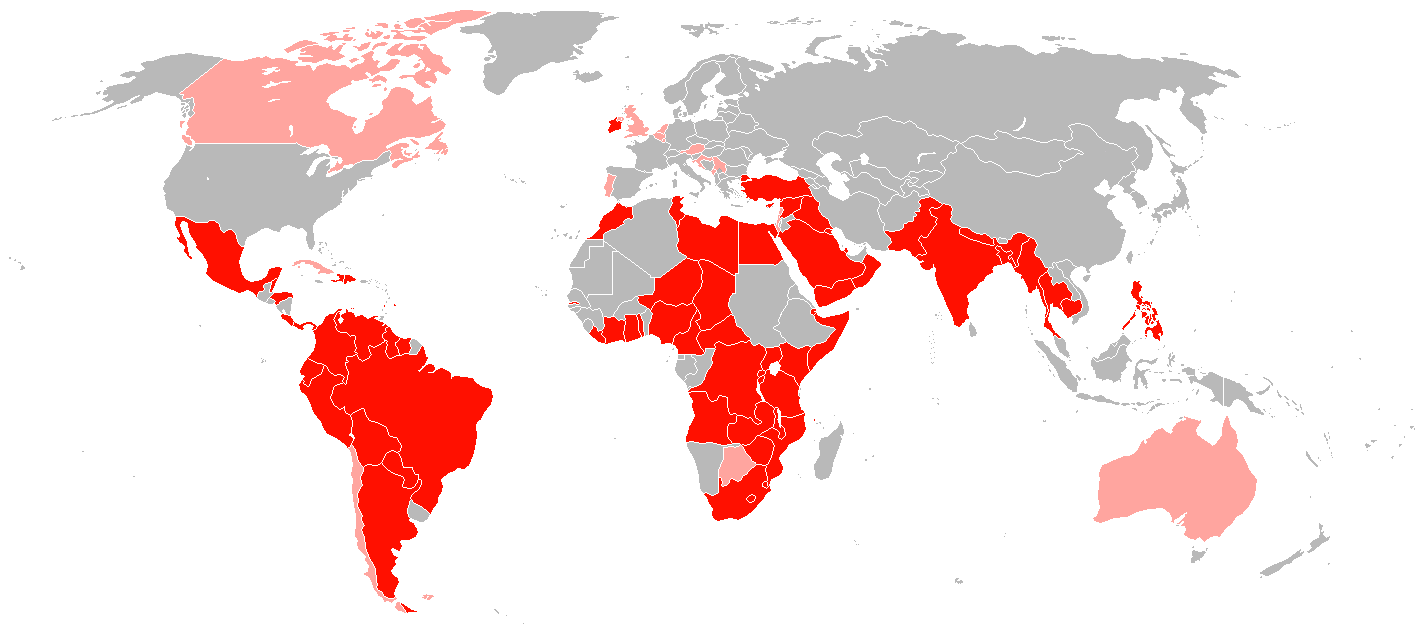
География распространения FN FAL (тёмно-красным выделены производители различных модификаций)

FN FAL изначально разрабатывался как оружие для ведения боя на средней дистанции. В результате произошедшей замены промежуточного патрона 7,92×33 мм на 7,62×51 мм НАТО произошло повышение дульной энергии пули, и как следствие рост дальности поражения оружия.
В результате получилась модель, способная вести достаточно эффективный огонь одиночными выстрелами на дистанциях до 1000 метров и обеспечивать удовлетворительную кучность стрельбы короткими очередями на дистанции, не превышающей 100—200 метров.
Боевая служба FN FAL и её вариантов
Наряду с автоматом Калашникова и М16, FN FAL является одним из самых распространённых в мире образцов автоматического стрелкового оружия. Широко используется по всему миру, в различных модификациях состоял на вооружении армий более чем в 90 странах мира:
- Бельгия — изначально, на вооружение была принята винтовка FN-49 под патрон 7,62х63 мм[22], но после вступления в НАТО было утверждено решение о стандартизации боеприпасов стран НАТО и в 1956 году на вооружение приняли FN FAL[12]. В 1979 году на вооружение приняли FN FNC и началось перевооружение войск новым оружием.
- Бурунди
- Гана
- Индонезия — в 1982 году для армии были закуплены 5,56-мм автоматы FN FNC, в 1984 году - куплена лицензия на их производство и в 1991 году началось перевооружение войск автоматами Pindad SS1
- Ирландия — в 1961 году FN FAL приняли на вооружение, в 1987 на вооружение приняли Steyr AUG и в конце 1980-х началось перевооружение войск новым оружием (однако и в 2000-е годы снятые с вооружения FN FAL оставались на хранении в качестве резервного оружия). Некоторое количество снайперских винтовок FN FAL с оптическими прицелами продолжали использовать в войсках даже в 2011 году, после появления новых снайперских винтовок AWM .338 калибра[23]
- Куба — партия FN FAL была закуплена в 1958 году в Бельгии для армии Ф. Батисты, после революции 1959 года правительство Ф. Кастро вело переговоры о покупке дополнительного количества FN FAL в Бельгии[24], но затем вооружённые силы Кубы были перевооружены оружием советского производства
- Лесото - на вооружении армии (вместе с другими образцами стрелкового оружия)
- Ливия — после начала в 2011 году войны в Ливии, в период после 9 марта 2011 года автоматы FN FAL стали использовать в вооружённых формированиях антиправительственной оппозиции[25]
- Люксембург — изначально, в октябре 1950 года на вооружение была принята винтовка FN-49 под патрон 7,62х63 мм[22], но в 1957 их заменили на FN FAL (в 1996 году их заменили на Steyr AUG)
- Малайзия
- Новая Зеландия
- Норвегия
- Оман
- Перу[24]
- Португалия — в 1960-е годы FN FAL использовались португальскими войсками, но затем они были заменены на HK G3 (выпуск которой был освоен по лицензии)
- Суринам — FN FAL используются вместе с АК-47 и другими образцами стрелкового оружия[26]
- Чили — в начале 2000-х годов на вооружении войск находились FN FAL, HK G3 и SIG SG-510, но было принято решение о постепенной замене их на 5,56-мм автоматы FAMAE SG540[27]

Винтовка FN FAL в различных исполнениях и в 2010-е годы оставалась на вооружении многих стран мира.
Производился по лицензии в 13 странах мира:
- Австралия[13] — с начала 1960-х годов производилась на Lithgow Arsenal[24]
- Австрия — 1958 году принята на вооружение под названием Sturmgewehr 58, компания «Steyr» начала их производство по лицензии[24], но в 1977 году на вооружение был принят автомат Steyr AUG и началось перевооружение войск.
- Аргентина — изначально, в июле 1953 года Бельгии были закуплены 5541 шт. винтовок FN-49 под штатный винтовочно-пулемётный патрон 7,65х53 мм[22], по результатам эксплуатации которых было принято решение о перевооружении на FN FAL (их производство по лицензии началось на оружейной фабрике FMAP в городе Росарио). В 1975 году было принято решение о замене находившихся на вооружении FN FAL автоматами под патрон 5,56×45 мм, в 1979—1983 гг. был разработан автомат FARA 83 (выпущенный в количестве нескольких сотен штук), но после проигранной Фолклендской войны политическое и экономическое положение страны осложнилось — и вопрос перевооружения войск был отложен[29]
- Бразилия — изначально, в Бельгии была закуплена партия винтовок FN-49 под штатный винтовочно-пулемётный патрон 7,62х63 мм[22], по результатам эксплуатации которых было принято решение о перевооружении на FN FAL (выпуск которых начался по лицензии под наименованием IMBEL LAR). В 1982 году началась разработка нового автомата, по результатам которой в 1985 году на вооружение был принят 5,56-мм автомат IMBEL MD-2. В конце 2012 года в войска начали поступать первые 7,62-мм и 5,56-мм автоматы Fusil de asalto IMBEL IA-2, по результатам опытной эксплуатации которых 18 октября 2013 года было принято решение о перевооружении войск с FN FAL, M16A2 и HK33 на автоматы IMBEL IA-2, однако автоматическая винтовка Fusil 7,62 M964 A1 MD1 (копия версии FN FAL для парашютно-десантных войск со складным прикладом и пластмассовым цевьем) оставалась в перечне продукции IMBEL и предлагалась на экспорт по меньшей мере до 2018 года[30]
- Великобритания — принята на вооружение под наименованием L1A1, производилась на предприятиях «Enfield Royal Small Arms Factory» и «BSA Guns»[24], в 1985 году на вооружение был принят 5,56-мм автомат L85 и началось перевооружение войск.
- Венесуэла — изначально, 31 мая 1949 года в Бельгии были закуплены 8003 шт. винтовок FN-49 под штатный винтовочно-пулемётный патрон 7 × 57 мм[22], в 1954 году были закуплены FN FAL под патрон 7,62х51 мм. Несмотря на закупки 5,56-мм автоматов FN FNC, и в 2000-е годы FN FAL оставались основным типом стрелкового оружия. В мае 2006 года власти США ввели эмбарго на поставки оружия в Венесуэлу. В дальнейшем, началось постепенное перевооружение войск автоматами АК-103, но FN FAL остались на вооружение спецподразделений полиции и резервистов[31]
- Израиль
- Индия — английская самозарядная винтовка L1 и её полностью автоматическая версия производились по лицензии; в 1998 году на вооружение был принят 5,56-мм автомат INSAS и началось постепенное перевооружение войск, по выпуск 7,62-мм винтовок на оружейной фабрике в Тируччираппалли продолжался и в 2012 году[32]
- Канада — производилась под названием FN C1, снята с вооружения и заменена автоматом Diemaco C7 (лицензионная версия автомата М16)[13]
- Мексика
- Нигерия
- США[13] — импорт полуавтоматических винтовок FN FAL в США был разрешен весной 1961 года[33]; 13 сентября 1994 года импорт ранее выпущенных автоматических и самозарядных винтовок FN FAL (и их конструктивных аналогов иностранного производства) на территорию США был запрещён[34], однако адаптированные к условиям законодательства США самозарядные варианты FN FAL изготавливаются и продаются в качестве гражданского оружия (в качестве примера можно привести винтовку DSA-58OSW фирмы «DS Arms» — укороченный вариант FN FAL, оснащённый планками Пикатинни)[7];
- ЮАР[13]

Существуют целевые модификации FN FAL. Из партии произведённых винтовок во время стрелковых испытаний на заводе-производителе выбираются образцы с наилучшей кучностью боя. Впоследствии они оснащаются оптическими прицелами и выдаются наиболее метким стрелкам в подразделении (англ. designated marksman). В войсках блока НАТО такие стрелки выполняют задачи, аналогичные функциям пехотного снайпера с СВД в мотострелковом взводе советской или российской армии.

## Достоинства и недостатки
FN FAL, как и любое оружие, имеет свои достоинства и недостатки, напрямую вытекающие из его конструкции. В рейтинге 10 лучших винтовок и автоматов XX века, по версии Military Channel, FN FAL занимает 5-е место.

### Достоинства
- Относительно высокая кучность стрельбы на дистанции до 1000 метров при ведении огня одиночными[7].
- Высокая убойная, пробивная и поражающая способность используемого патрона 7,62×51 мм НАТО. Мощный патрон и относительно стабильная и тяжёлая пуля позволяют вести эффективный огонь в условиях густой растительности и пересечённой местности, не опасаясь отклонения пули в результате столкновения с листвой или мелкими ветвями растительности, а также обеспечивают эффективное поражение целей, защищённых бронежилетами[12].

### Недостатки
- Крайне низкая кучность при ведении огня очередями, даже в варианте ручного пулемёта с утяжелённым стволом и сошками[7].
- Низкая устойчивость к запылению и засорению мелким мусором и песком.
- Большой вес боеприпасов и, как следствие, ограничение носимого боезапаса[12].
- Большой вес самой винтовки.
- Отвод пороховых газов рядом с мушкой может вызвать дополнительные проблемы при прицеливании в случае ведения интенсивного огня.

В целом FN FAL за всё время своей эксплуатации показал себя относительно надёжным и неприхотливым оружием, по сути являясь не штурмовой, а автоматической винтовкой. Несмотря на появление более новых образцов вооружения, в своей тактической нише он остаётся эффективным и проверенным временем оружием.